# Gilbert Van Binst
Gilbert "Gille" Van Binst (Machelen, 5 juli 1951 – Zaventem, 3 januari 2025) was een Belgische voetballer, gekend als een beenharde verdediger. Hij speelde meer dan tien seizoenen voor RSC Anderlecht en won er twee landstitels, vier Belgische bekers en twee keer Europacup II. Op het einde van zijn carrière was hij nog twee seizoenen actief bij Club Brugge. Van Binst speelde in totaal ook vijftien keer voor het Belgisch voetbalelftal.

## Levensloop

### Jeugd
De jonge Gilbert Van Binst belandde via het bescheiden FC Peutie bij de jeugd van Vilvoorde FC. Van Binst, die eigenlijk een voorkeur had voor basketbal, was een aanvaller die vlot de weg naar doel vond. RSC Anderlecht ontdekte de jonge Van Binst en trok hem midden jaren 60 aan. Hij werd voor de trainingen steeds opgepikt door voorzitter Albert Roosens.

### RSC Anderlecht
In 1968 debuteerde Van Binst  op 17-jarige leeftijd bij de hoofdmacht van RSC Anderlecht. Hoofdtrainer George Keßler had hem omgeschoold tot centrale verdediger, maar hij vond al snel zijn vaste stek op het veld als aanvallend ingestelde rechtsachter. Van Binst rukte als verdediger vaak mee op en pikte regelmatig een doelpunt mee. Tussen 1968 en 1980 speelde hij in totaal 262 matchen voor paars-wit en kwam daarin 28 keer tot scoren. In die periode werd de Brusselse club zowel in 1972 als in 1974 landskampioen en veroverde het ook vier keer de Beker van België (1972,1973,1975,1976). 
Absolute hoogtepunten voor Van Binst waren de Europese campagnes van paars-wit. Onder leiding van trainer Hans Croon en later Raymond Goethals won de rechtsachter twee keer de Europacup II en evenveel keer de Europese Supercup. Beide Europacupfinales waren voor hem speciaal. In de finale van 1976 mocht hij als gelegenheidsaanvoerder en eerste Belg ooit de Europese beker in ontvangst nemen. In de finale van 1978 in Parijs, in het Parc des Princes, won Anderlecht met 4-0 tegen Austria Wien en scoorde hij net als Rob Rensenbrink twee goals. Bij zijn eerste liep hij in op een splijtende pass van Ludo Coeck en verraste doelman Hubert Baumgartner met een stiffertje. Tegen het einde aan knalde hij met zijn 'zwakke' linkervoet de bal van buiten de zestien over Baumgartner recht in de kruising.

### Toulouse FC
In 1980 vertrok de 29-jarige Van Binst bij Anderlecht en koos voor het grote geld in Frankrijk. Hij belandde voor één seizoen bij de tweedeklasser Toulouse FC, waar hij nog zou samenspelen met gewezen ploegmaats Attila Ladinszky en Rob Rensenbrink. Bij de Franse club werd Van Binst uitgespeeld als laatste man. Hij speelde regelmatig en miste op een haar na de promotie naar de hoogste afdeling.

### Club Brugge
Na het buitenlands avontuur keerde Van Binst in 1981 terug naar België. De gewezen speler van Anderlecht werd naar Club Brugge gehaald door hun voorzitter Michel Van Maele, maar zijn eerste seizoen bij blauw-zwart was op sportief vlak een tegenvaller. Er vonden in de loop van het seizoen twee trainerswissels plaats en de West-Vlaamse club was pas op de laatste speeldag zeker van het behoud. 
Het daaropvolgende seizoen trok het bestuur trainer Georg Keßler aan. De Duitse Nederlander kende Van Binst nog van bij Anderlecht, waar ze samen in 1972 de dubbel wonnen. Onder Keßler kon Club Brugge opnieuw aansluiten bij de top. Na zijn tweede seizoen hield Van Binst door een opgelopen kaakbeenbreuk het voor bekeken als speler. Hij werd de assistent van Keßler en verantwoordelijk voor de beloften van blauw-zwart. In 1983 liet hij jeugdspeler Marc Degryse doorstromen naar het eerste elftal. 

### Trainer
In 1984 trok Keßler naar het Griekse Olympiakos, maar Van Binst volgde hem niet. Pas enkele maanden later ging hij opnieuw aan de slag. Via een vriend belandde hij bij de bescheiden vierdeklasser Wallonia Namur. Nadien stapte hij over naar het West-Vlaamse KWSC Lauwe. Hij kreeg er talentrijke spelers als Lorenzo Staelens, Hein Vanhaezebrouck en Rudy Ducoulombier onder zijn hoede. In zijn tweede seizoen zei Van Binst het trainerschap vaarwel. In 1991/92 zat hij wel nog even op de bank bij SK Oostnieuwkerke, dat hij toen uit de degradatiezone loodste.

### Nationale ploeg
Als Belgisch jeugdinternational speelde Van Binst tien interlands bij de U19 en een interland bij de aspiranten, waarin hij één keer scoorde. In 1973 debuteerde hij onder het toezicht van bondscoach Raymond Goethals bij de hoofdmacht van de nationale ploeg, toen nog bekend als de Witte Duivels. De verdediger maakte deel uit van de selectie die naar het EK 1972 mocht en er de bronzen medaille veroverde. 
In 1976 vertrok Goethals naar Anderlecht en nam Guy Thys het roer over. Aanvankelijk speelde Van Binst ook onder Thys voor de nationale ploeg. Op 3 september 1977 scoorde hij nog zijn enige doelpunt voor België in de met 4-0 gewonnen WK-kwalificatiematch tegen IJsland. 
Het bleek ook zijn laatste interland want twee maanden later kwam hij in conflict met de bondscoach. Voor de wedstrijd tegen Nederland zei Van Binst al schertsend in een interview dat hij niet van plan was om "op zijn eigen portemonnee te trappen". Zijn "portemonnee" was rechtstreekse tegenstander Rob Rensenbrink, in die dagen een ploeggenoot van Van Binst en de absolute uitblinker bij Anderlecht. Thys plaatste dan maar de jonge Eric Gerets op de rechtsachter tegen Nederland en riep Van Binst niet meer op voor de nationale ploeg.

### Overlijden
Van Binst leed de laatste jaren van zijn leven aan de ziekte van Parkinson en dementie. Op 3 januari 2025 overleed hij op 73-jarige leeftijd in een zorgcentrum in Zaventem.

## Media
Na zijn spelerscarrière ging Van Binst aan de slag als verzekeringsmakelaar en verkoper van waterverzachters. Daarnaast kwam hij nog regelmatig in de media. Zo schreef hij een tijdlang voor Sport 80, later bekend als Sport/Voetbalmagazine. Ook voor 't Pallieterke schreef Van Binst jarenlang opiniestukken over het voetbal en zijn eigen carrière. Voor televisie werd de oud-voetballer vaak ingeschakeld als analist of als gast in spelprogramma's. Hij was een vlotte babbelaar en sfeermaker, geliefd voor zijn droge humor. In 2005 was hij ook nog peter van de fandag van RSC Anderlecht.  
In 2009 bracht hij het boek Circus Voetbal uit, dat met 11.000 verkochte exemplaren een bestseller werd. Na enkele maanden was het reeds toe aan zijn tweede herdruk. Het boek is gevuld met verschillende grappige en opvallende anekdotes uit Van Binsts periode als voetballer. 
Van Binst had één zoon.

## Erelijst
| Nationaal                             |    |                        |
| Belgisch kampioen                     | 2x | 1972, 1974             |
| Beker van België                      | 4x | 1972, 1973, 1975, 1976 |
| Trofee Jules Pappaert                 | 1x | 1977                   |
| Nationale trofee voor sportverdienste | 1x | 1978                   |
| Europees                              |    |                        |
| Europacup II                          | 2x | 1976, 1978             |
| UEFA Super Cup                        | 2x | 1976, 1978             |